# Crateva nurvala
Cây bún (Crateva nurvala) hay còn gọi là cây màn màn là một loài thực vật có hoa trong họ Capparaceae. Loài này được Buch.-Ham. mô tả khoa học đầu tiên năm 1827.